# 思春期遅発症
思春期遅発症（ししゅんきちはつしょう、英: Delayed puberty）は、通常の思春期の年齢を過ぎても男女の性的特徴に欠けているまたは不完全な状態の事である。女子では13歳までに乳房の発達が無いまたは16歳までに初潮がない、男子では14歳までに睾丸の拡大が見られない。面皰、陰毛、体臭はある場合とない場合がある。合併症には、低身長、骨粗鬆症、精神的ストレスなどがあげられる。
最も一般的な原因は体質性の遅発であり、一時的な遅発は家族性に見られる。その次に一般的な原因は、糖尿病、食欲不振、嚢胞性線維症、栄養失調等の慢性疾患である。3番目の原因には、生殖腺の障害である高ゴナドトロピン性性腺機能低下症が挙げられ、停留精巣、性腺異形成症、化学療法、ターナー症候群、クラインフェルター症候群などが起因となり発症する。最後の原因には、カルマン症候群や脳腫瘍などの視床下部-下垂体-性腺軸に障害を与える疾患が挙げられる。診断には、血液中のFSHとLHとテストステロンまたはエストラジオールの測定、更に骨年齢のX線検査が行われる。
治療は根本的な原因に基づく。体質性の遅発は、単純に安心感を与える事または短期間のホルモンの投与によって治療される。長期的な疾患がある患者は、長期的なホルモン補充療法が行われる事が多く、男子ではテストステロン、女子ではエストロゲンとプロゲステロンが用いられる。治療の効果は基礎疾患によって異なる。
思春期遅発症には青年期の約2％が罹患する。男子は女子よりも一般的に罹患しやすい。体質性の遅発を原因とする症例は、男子は約60％、女子は30％である。初潮の平均年齢は1800年代以降低くなっているが 、他の思春期の兆候の発生は時間の経過に対してあまり変化していない。

## 定義
同じ様な背景を持つ子供の2SD（標準偏差）、つまり同年齢の約95％の子供が思春期を迎えている場合、思春期を迎えていない子供は遅れていると見做される。
女子では、12〜13歳になっても乳房が膨らまない、または16歳前に初経がない場合に思春期遅発症とされる。更に、タナー段階の進行が遅い場合や乳房の発育から5年以内に初潮を迎えない場合も、思春期遅延と見做される事がある。どの様な民族背景であっても、16歳までに月経がない場合は、遅発性であると見做される。
男子では、14歳になっても精巣の大きさが4mLを超えない、または14歳前に精巣や陰茎の発育があっても18歳までに発育が完成しない場合に思春期遅発症とされる。思春期遅延は、男子に多く見られる。
思春期遅延児では陰毛や腋毛がないのが一般的であるが、性毛の存在は卵巣や精巣で産生される性ホルモンとは無関係の副腎性ホルモン分泌に起因する。
思春期の開始年齢は、遺伝、一般的な健康状態、社会経済的な状況、環境暴露に左右される。赤道に近く、標高が低く、都市やその他の都市部に住んでいる子供は、一般的に同世代の子供よりも早く思春期のプロセスを開始する。軽度の肥満から病的な肥満の子供も、正常体重の子供より早く思春期が始まる傾向がある。FTO やNEGRI などの肥満に関連する遺伝子の変異は、思春期の開始の早さに関連している。特に女子では、月経の開始時期が母娘間や姉妹間でよく相関していた。

## 成因
思春期遅滞は、最も多いものから少ないものまで4つのカテゴリーに分けられる。

### 体質的・生理的な遅れ
健康であっても身体発育の速度が平均より遅い子供は体質的に遅れており、それに伴って思春期も遅れている。思春期遅滞の原因としては女子では30％、男子では65％と最も多い。一般に遺伝し、思春期開始年齢のばらつきの80％が遺伝的要因によるものとされている。これらの子供達は、小児期を通じて同年齢の子供達よりも身長が低い事が知られているが、身長は骨年齢に対して適切であり、骨格の成熟が遅れている為、将来的に成長する可能性がある事を意味している。
成長期や思春期の真の体質的な遅れなのか、それとも根本的な病気があるのかを確定するのは、検査では必ずしも判別できず、しばしば困難である。他の症状がない場合、低身長、身長・体重の成長遅延、思春期遅延は、セリアック病を含む特定の慢性疾患の唯一の臨床症状である可能性がある。

### 栄養失調または慢性疾患
体重の少ない子供や病気の子供が思春期遅滞を呈した場合、思春期の一時的かつ可逆的な遅滞を引き起こす病気を探すべきであろう。鎌状赤血球症やサラセミア、嚢胞性線維症、HIV/AIDS、甲状腺機能低下症、慢性腎臓病、慢性消化器疾患（セリアック病や炎症性腸疾患など）等の慢性疾患では、脳の視床下部領域の活性化が遅れ、思春期を開始する信号を送る事が出来なくなる。
小児がん生存者は、がん治療による二次的な思春期遅延を示す事もあり、特に男子でその傾向が強い。治療の種類、薬剤の曝露量/投与量、および治療中の年齢によって、生殖腺にどの程度の影響を及ぼすかが決まり、若い患者ほど生殖への悪影響のリスクが低くなる。
また、過度の運動や身体的ストレス、特にスポーツ選手は思春期の開始を遅らせる可能性がある。神経性過食症や神経性無食欲症などの摂食障害も、栄養不足の為に思春期を損う場合がある。
体重を減らす為に炭水化物を制限した食事は、インスリンの刺激を減少させ、その結果、思春期開始ホルモンの放出に不可欠なキスペプチンニューロンを刺激しない事が示されている。この事から、炭水化物制限のある子供や1型糖尿病の子供は、思春期が遅れる可能性がある事が判明した。

### 卵巣または精巣の原発性障害（高ゴナドトロピン性性腺機能低下症）

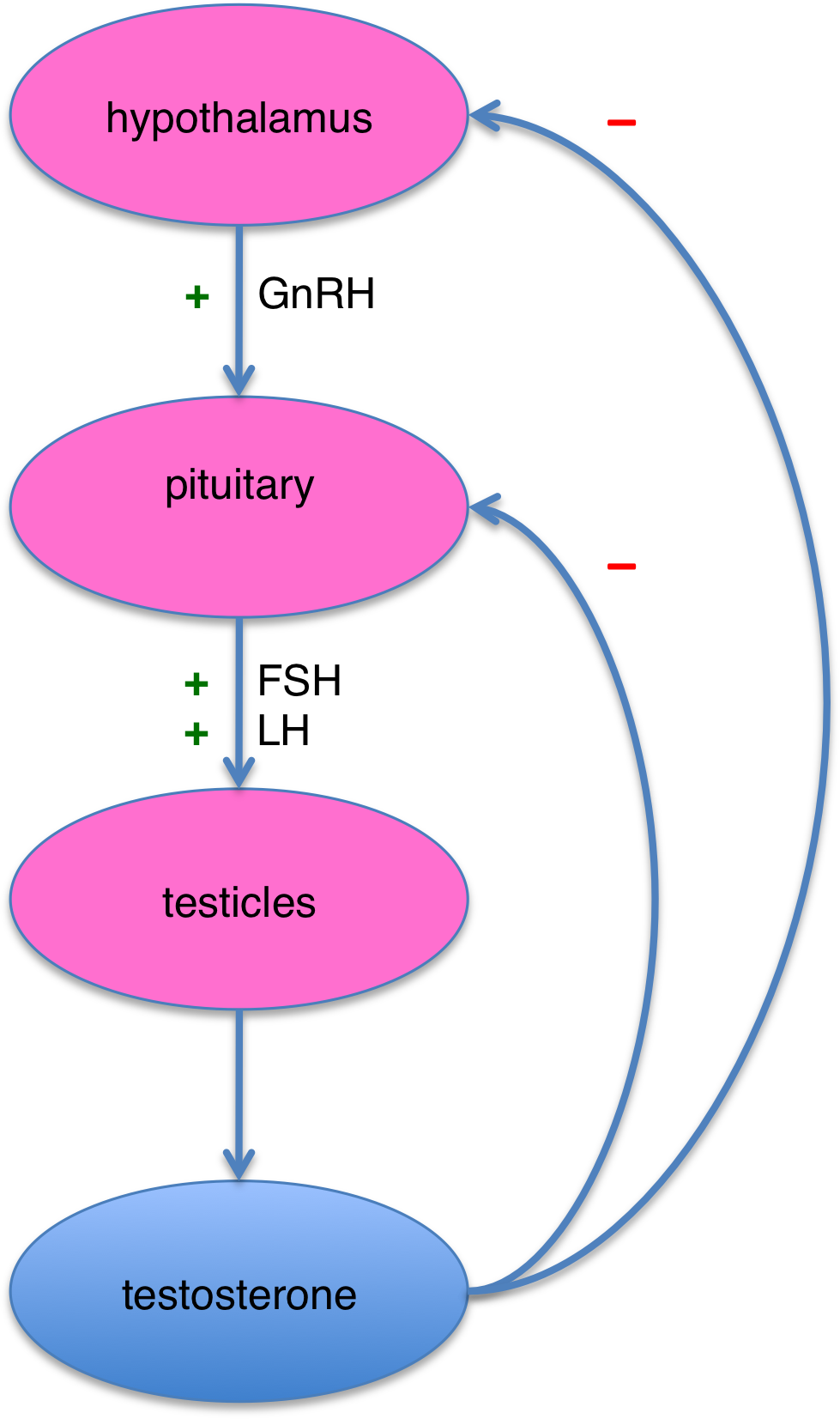
視床下部-下垂体-精巣軸と、その各部位から分泌されるホルモン。+の記号は、連鎖の前の器官から放出されるホルモンによって、その器官が刺激される事を示す。

卵巣や精巣（生殖腺）の一次障害では、HPG軸の最終受容体によるホルモン反応がない為、思春期が遅れる事になる。このシナリオでは、脳は多くのホルモンシグナル（高ゴナドトロピン）を送るが、生殖腺はそのシグナルに反応できず、高ゴナドトロピン性性腺機能低下症を引き起こす。高ゴナドトロピン性性腺機能低下症は、先天性の欠陥または後天性の欠陥が原因となる。

#### 先天性疾患
卵巣や精巣（生殖腺）の一次障害では、HPG軸の最終受容体によるホルモン反応がない為、思春期が遅れる事に事このシナリオでは、脳は多くのホルモンシグナル（高ゴナドトロピン）を送りますが、生殖腺はそのシグナルに反応できず、高ゴナドトロピン性性腺機能低下症を引き起こする。高ゴナドトロピン性性腺機能低下症は、先天性の欠陥と後天性の欠陥によって引き起こされる事がある。
先天性疾患には、睾丸が腹部から下降しない未治療の停留睾丸が含まれる。その他の先天性疾患は、遺伝的なものである。男子では、クラインフェルター症候群の様な精細管の奇形（男子に最も多い原因）、精巣ステロイドの産生異常、精巣ホルモンが働かない受容体変異、ヌーナン症候群等の染色体異常、精巣を構成する細胞に問題がある場合等が考えられる。女子では、ターナー症候群（女子に最も多い原因）、XX型性腺形成異常症、XY型性腺形成異常症等の染色体異常、アロマターゼ欠損症等の卵巣ホルモン合成経路の問題、ミュラー管無発生などの先天性解剖学的奇形等がある。

#### 後天性疾患
後天性の疾患としては、ムンプス睾丸炎、コクサッキーウイルスB感染、放射線照射、化学療法、外傷などがあり、何れも生殖腺が機能しなくなる問題である。

### 思春期のホルモン経路の遺伝的または後天的欠陥（低ゴナドトロピン性性腺機能低下症）
視床下部-下垂体-性腺軸（HPG軸）は、脳のレベルでも影響を受ける事がある。脳が生殖腺にホルモンの信号を送らない（ゴナドトロピンが少ない）為に、そもそも生殖腺が活性化されず、低ゴナドトロピン性性性腺機能低下症になる。HPG軸は、視床下部と下垂体レベルの2カ所で変化する。小児脳腫瘍（頭蓋咽頭腫、プロラクチノーマ、胚細胞腫、神経膠腫等）などの中枢神経系疾患は、視床下部と下垂体の間の情報伝達を混乱させる事がある。下垂体腫瘍、特にプロラクチノーマは、ドーパミンの血中濃度を上昇させ、HPG軸を抑制する作用を引き起こす事がある。視床下部障害には、プラダー・ウィリー症候群やカルマン症候群等があるが、低ゴナドトロピン性性腺機能低下症の最も多い原因は、視床下部から分泌されるホルモン調節因子、ゴナドトロピン放出ホルモン（GnRH）の機能欠損にある。

## 診断
完全な病歴、全身状態の確認、成長パターン、身体検査、および臨床検査と画像検査により、発育を停止させたり思春期を遅らせたりする可能性のある全身性の疾患や状態の殆どが明らかになり、また生殖系に影響を及ぼす診断可能な症候群の幾つかの手掛かりを得る事ができる。
思春期遅延のある女子の半数には基礎疾患がある為、適時の医学的評価が必要である。

### 病歴・全身状態

#### 体質的・生理的な遅れ
体質性遅滞の子供は、同級生より背が低い事、成長が遅くなった事、そして同級生より痩せている事を報告する。思春期の二次的な成長スパートが予想される何年も前に成長が鈍化し始める事も、体質性遅滞とHPG軸関連疾患との鑑別の一助となる。また、両親が思春期の節目を迎えた年齢を記載した完全な家族歴も、予想される思春期年齢の参考となる。体質性遅滞が疑われる子供の成長測定パラメータには、身長、体重、成長率、およびその子供の予想成人身長を示す両親平均身長が含まれる。

#### 栄養失調または慢性疾患
食事や運動習慣、過去に罹った重篤な病気の履歴や投薬歴等が、思春期遅延の原因を探る手掛かりになる。成長や思春期の遅延は、炎症性腸疾患や甲状腺機能低下症を含む代謝異常等の重篤な慢性疾患の最初の徴候となる事がある。疲労、痛み、異常な排便パターンなどの症状は、基礎にある慢性疾患を示唆するものである。BMIが低いと、医師は摂食障害、栄養不足、児童虐待、慢性胃腸障害と診断する場合がある。

#### 卵巣または精巣の原発性障害
腕の長さが身長より5cm以上長い宦官型の体型は、性腺機能低下症に起因する成長板閉鎖の遅れを示唆している。ターナー症候群は、頚部、低身長、胸部、低い生え際などのユニークな診断上の特徴を有している。クラインフェルター症候群は高身長で、小さく固い精巣を示す。

#### 思春期におけるホルモン経路の遺伝的または後天的な欠陥
嗅覚の欠如（無嗅覚症）と思春期の遅れは、カルマン症候群の強い臨床的徴候である。視床下部から分泌されるシグナルホルモンであるGnRHの欠損は、口唇裂や側弯症などの先天性奇形を引き起こす事がある。頭痛や視覚障害などの神経症状がある場合は、脳腫瘍による下垂体機能低下症等の脳疾患が疑われる。乳汁分泌に加え神経症状がある場合はプロラクチン値が高い兆候であり、薬剤の副作用かプロラクチノーマの可能性がある。

### 画像診断

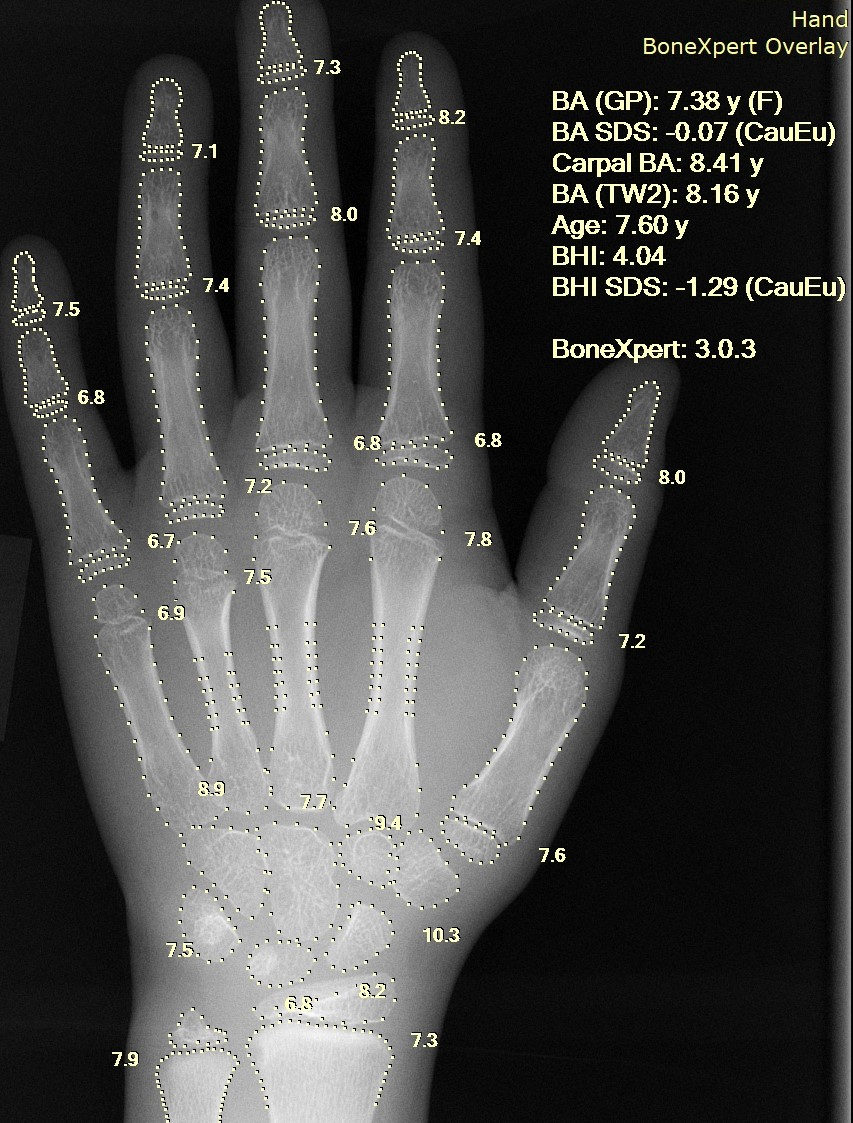
骨年齢の測定により、同年代との比較や将来の成長性を評価できる。

骨の成熟は身体全体の成熟のよい指標であり、骨年齢を評価する為の左手と手首のX線検査は、通常、その子が思春期が起こるべき身体成熟段階に達しているかどう明らかにする。実年齢の如何を問わずX線検査で骨年齢が女子で11歳未満、男子で13歳未満であれば、殆どの場合体質的な思春期遅延と判断する。思春期遅延に加えて神経症状が認められる場合は、脳のMRIを検討すべきである。この2つの所見は、下垂体または視床下部腫瘍を疑わせる。MRIはまた、嗅覚路の欠如または発達異常によりカルマン症候群の診断を確定する事ができる。しかし、明確な神経症状がない場合、MRIは最も費用対効果の高い選択肢とはならないとも思われる。骨盤超音波検査は、停留精巣やミュラー管奇形等の解剖学的異常を検出する事ができる。

### 臨床検査

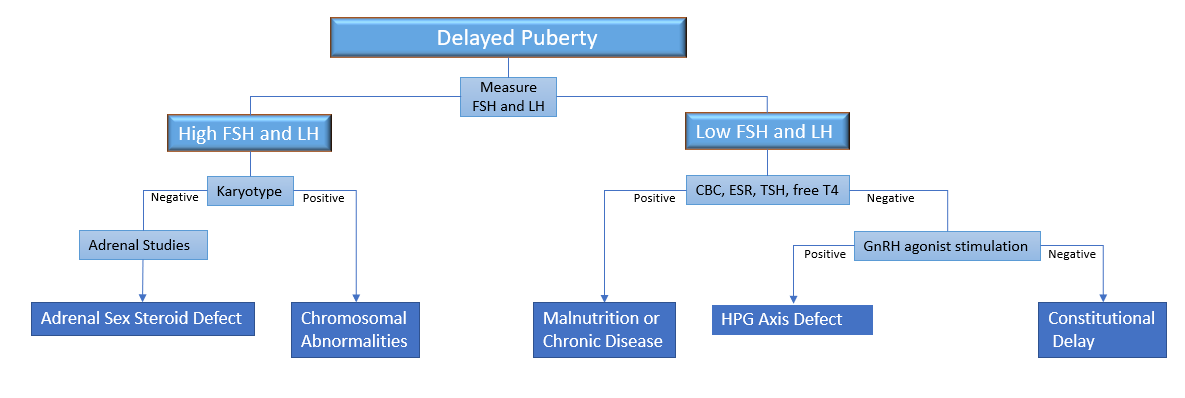
思春期遅延の診断チャート

思春期遅延の子供達を評価する最初のステップは、思春期遅延の異なる原因を区別する事である。体質的な遅れは、徹底的な病歴聴取、身体検査、骨年齢で評価する事ができる。栄養不良および慢性疾患は、病歴および疾患特異的検査によって診断する事ができる。スクリーニング検査としては、全血球計算、赤血球沈降速度、甲状腺検査がある。性腺機能低下症は、血清の卵胞刺激ホルモン（FSH）と黄体形成ホルモン（LH）（下垂体の分泌能を測定するゴナドトロピン）、女子のエストラジオール（性腺の分泌能を測定する）の測定により、高ゴナドトロピン性性腺機能低下症と低ゴナドトロピン性性腺機能低下症を区別する事ができる。10～12歳までに卵巣や精巣に障害があると、脳は思春期を開始させようとするが生殖腺がこれらの信号に反応しない為、FSHとLHが高くなる。
ゴナドトロピン放出ホルモン（GnRH、視床下部ホルモン）の人工的なものを投与して体を刺激すると男子の思春期の遅れとGnRH欠損症の体質を区別できるが、女子でこれを証明する研究は行われていない。両者の鑑別には、単にゴナドトロピンを測定するだけで充分である事が多い。
女子で低ゴナドトロピン性性腺機能低下症の場合、血清プロラクチン値を測定し、下垂体腫瘍プロラクチノーマがあるか否かを識別する。プロラクチンが高値の場合は、プロラクチンの産生を誘導する薬剤が特定できる場合を除き、MRI画像による更なる検査が必要となる。小児に神経症状がある場合は、脳病変の可能性を検出する為に頭部MRIを取得する事が強く推奨される。
高ゴナドトロピン性性腺機能低下症の女子では、核型分析により染色体異常を特定する事ができ、その最も一般的なものはターナー症候群である。男子では、クラインフェルター症候群の様な先天性性腺異常の可能性がある場合、核型検査が適応となる。正常な核型を持つ子供では、副腎ステロイド性ホルモンの合成不全は、性ホルモンの生成に関わる重要な酵素である17-水酸化酵素を測定する事で確認できる。

## 管理
短期間のホルモン療法の目的は、性的発達の開始と成長スパートの誘発であるが、思春期の遅れに起因する重度の苦痛や不安を抱えている子供に限定すべきである。骨板の早期閉鎖による成長阻害を防ぐ為に、骨年齢を頻繁にモニターする必要がある。

### 体質的・生理的な遅れ
成長期と思春期の体質的な遅れを伴う健康な子供であれば、骨年齢を基に安心と予測を提供する事ができる。通常、他の介入は必要ないが、血清テストステロンまたはエストロゲンを繰り返し測定する事が推奨される。更に、16～18歳までに思春期が始まれば、性腺機能低下症の診断を除外する事ができる。
14歳以上の男子で、成長が著しく阻害されているか思春期がない為に二次的に深刻な苦痛を経験している場合は、身長を伸ばす為にテストステロンの投与を開始する事ができる。テストステロン治療は、性的発達を促す為に使用する事もできるが、慎重に投与しないと骨板を早期に閉じてしまい、成長を完全に止めてしまう場合がある。エストロゲンは骨の成長板の発達を止め、成長を止めてしまうので、アンドロゲンのエストロゲンへの変換を阻害するアロマターゼ阻害薬を使用する事も治療の選択肢の一つである。しかし副作用がある為、テストステロン単独での治療が最も多く用いられている。全体として、成長ホルモンもアロマターゼ阻害剤も、体質的に成長を遅らせる為に推奨されるものではない。
女子は、男子の場合と同じ目標でエストロゲンの投与を開始する事ができる。
全体として、性ステロイドで治療した青年と、何もせずに観察しただけの青年とでは、最終的な成人身長に大きな差がない事が研究で示されている。

### 栄養失調または慢性疾患
全身疾患や栄養失調による遅れがある場合、治療介入はその解消に方向性を絞る事になるであろう。セリアック病の患者では、早期診断とグルテンフリー食の確立により、長期的な合併症を防ぎ、正常な成熟を回復させる事ができる。甲状腺機能低下症の場合は、甲状腺ホルモン治療が必要となる。

### 卵巣または精巣の原発性障害（高ゴナドトロピン性性腺機能低下症）
体質性遅滞の子供は思春期以降に性ホルモンの血中濃度が正常になるのに対し、ゴナドトロピン欠乏症や性腺機能低下症は生涯に亘って性ステロイドの補充が必要となる場合がある。
原発性卵巣不全の女子では、思春期が始まると思われる時期にエストロゲンを開始する必要がある。黄体ホルモンの投与開始が早過ぎると乳房の発育に悪影響を及ぼす可能性がある為、通常はエストロゲン投与開始後12〜24ヶ月程度で乳房が十分に発育した後に黄体ホルモンを追加する。乳房が十分に成長した後、エストロゲンとプロゲスチンを周期的に投与する事で、思春期が始まると規則的な月経を確立する事ができる。目標は、2～3年かけて性成熟を完了させる事である。性成熟が完了したら、ホルモン療法を行わない試用期間を設ける事で、生涯に亘って治療が必要かどうかを判断できる。先天性GnRH欠乏症の女子は、特に受胎可能性が懸念される場合、排卵誘発に必要な体内血中濃度を維持する為に充分な性ホルモン補充を必要とする。
原発性精巣不全の男子は、生涯に亘ってテストステロンを投与する事になる。
男子でも女子でも、成人期に受胎を誘発する為に、パルス性GnRH、週1回のmulti-LH、またはhCGとFSHを使用する事ができる。

### 思春期のホルモン経路の遺伝的または後天的な欠陥（低ゴナドトロピン性性腺機能低下症）
12歳以上の低ゴナドトロピン性性性腺機能低下症の男子では短期間のテストステロンによる治療が最も多く、精巣不全の男子は生涯に亘りテストステロンを投与される事になる。製剤の選択（局所投与か注射か）は、子供と家族の好み、および副作用の忍容性により異なる。テストステロン治療単独で思春期が始まるが、生殖能力を高めるためにパルス性GnRHまたはrFSHとhCGが必要な場合がある。hCGは、非永続性の低ゴナドトロピン性性腺機能低下症から自然回復し思春期が始まった少年に単独で使用でき、6～12ヶ月の治療後に精子の数が少ない場合にrFSHを追加できる。
治療開始後1年経過しても思春期が始まらない場合は、永続性の低ゴナドトロピン性性腺機能低下症を考慮する必要がある。
低ゴナドトロピン性性腺機能低下症の女子には、体質的に遅れている女子と同様に性ステロイド療法を開始するが、投与量は徐々に増やして成人の完全な補充量に到達させる。エストロゲンの用量は、女子の消退出血の能力および適切な骨密度の維持に基づいて漸増される。受胎可能性の誘発は、パルス性GnRHによって行われなければならない。

### その他
成長ホルモンも選択肢の一つであるが、特発性低身長症など成長ホルモンが不足している事が証明されている場合にのみ使用すべきである。体質的な遅れを持つ子供には、成長ホルモン療法の有効性は示されていない。体質性思春期遅延では、血清成長ホルモン値は低いが性ホルモン治療後に上昇するので、その様な場合には成長ホルモンによる成長促進は選択肢とならない。
ビタミンAの摂取量の低下は、思春期成熟遅延の病因の一つである。ビタミンAの摂取量が正常でない正常体質の遅延児にビタミンAと鉄の両方を補給する事は、成長と思春期の誘導にホルモン療法と同等の効果がある。
さらに、キスペプチンやニューロキニンBなど、HPG軸のより控えめな調節因子を標的とした治療法が開発されている。
性腺機能低下症に起因する重度の思春期遅延の場合、心理学者や精神科医による評価、カウンセリング、支援的環境は、子供にとって重要な補助的治療法である。また、小児医療から成人医療への移行も重要で、多くの子供達が医療移行の際に混乱している。

## 予後
成長および思春期の体質的な遅れは、長期的な健康へは影響しない正常な発達の変動であるが、持続的な心理的影響を及ぼす可能性がある。思春期遅延のある思春期の男子は、同年代の男子と比較して不安や抑うつが高い水準にある。また、思春期遅延のある子供は思春期の教育において低学力であるが、成人期における学力の程度については明らかではない。
体質的な成長および思春期遅延のある子供の最終的な身長の伸長については、相反する証拠が存在する。従来の考えでは、これらの子供達は思春期の成長スパートの間に成長に追いつき、遅れた思春期が始まる前に身長が低くなっただけだとされている。しかし、幾つかの研究によると、これらの子供達は、4〜11cmほど目標身長に達しない事が判っている。最終身長に影響し得る要因としては、家族性低身長と思春期前の成長発達の度合いが挙げられる。
思春期の遅れは、骨量やその後の骨粗鬆症の発症にも影響を及ぼしかねない。思春期遅延のある男子は、アンドロゲン治療の影響を受けず、骨密度が低いか正常である事がよくある。女子は骨密度が低くなり易く、その結果、思春期が始まる前でも骨折のリスクが高くなる。
更に思春期の遅れは、女子においてのみ心臓血管および代謝障害におけるより高いリスクと相関しているが、女子では乳房および子宮内膜、男子では精巣癌に対して保護的である様にも見える。